# Raymondville (Missouri)
Raymondville é uma cidade  localizada no estado americano de Missouri, no Condado de Texas.

## Demografia
Segundo o censo americano de 2000, a sua população era de 442 habitantes.
Em 2006, foi estimada uma população de 443, um aumento de 1 (0.2%).

## Geografia
De acordo com o United States Census Bureau tem uma área de
7,6 km², dos quais 7,6 km² cobertos por terra e 0,0 km² cobertos por água. Raymondville localiza-se a aproximadamente 402 m acima do nível do mar.

## Localidades na vizinhança
O diagrama seguinte representa as localidades num raio de 36 km ao redor de Raymondville.